# Orde van Verdienste (Nieuw-Zeeland)

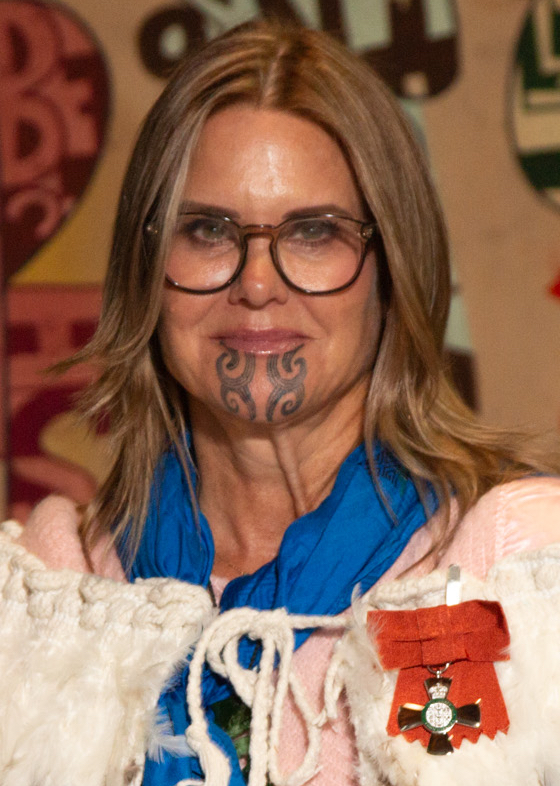
Hinemoa Elder, MNZM

De Orde van Verdienste van Nieuw-Zeeland, (Engels: "The New Zealand Order of Merit") werd door  Elizabeth II op 30 mei 1996 ingesteld. Deze Nieuw-Zeelandse Ridderorde vervangt de tot op dat moment gebruikte Britse onderscheidingen. De Orde beloont "waardevolle diensten in enig veld, verricht voor de natie en verdienste voor de Kroon of de publieke sector, eminentie en talent". De onderscheiding wordt ook voor militaire verdiensten verleend.
De dragers van de hoogste graden werden tot 2000 in de adelstand opgenomen. In dat jaar besloot de regering van Nieuw-Zeeland om geen "Sir" of "Dame" meer te creëren. De twee hoogste graden werden daarom omgedoopt maar de versierselen bleven gelijk. In 2009, na een verandering in de regering, werden de "Sir" en "Dame" titels hersteld.
Graden van de orde 1996-2000 en sinds 2009:
- Ridders en Dames Grootcompagnon (Engels: Knights and Dames Grand Companion, GNZM). Zij dragen een kleinood aan een breed lint over de rechterschouder en een gouden ster.
- Ridders en Dames Compagnon (Engels: Knights and Dames Companion, KNZM/DNZM). Zij dragen een kleinood aan een lint om de hals en een zilveren ster.
- Compagnon (Engels: Companions, CNZM). Zij dragen een kleinood aan een lint om de hals.
- Officieren (Engels: Officers, ONZM). Zij dragen een gouden kleinood aan een lint op de borst.
- Leden (Engels: Members, MNZM). Zij dragen een zilveren kleinood aan een lint op de borst.

Graden van de orde 2000-2009:
- Eerstaanwezen Compagnons (Engels: Principal Companions, PCNZM). Zij dragen een kleinood aan een breed lint over de rechterschouder en een gouden ster.
- Voorname Compagnons (Engels: Distinguished Companions, DCNZM). Zij dragen een kleinood aan een lint om de hals en een zilveren ster.
- Compagnon (Engels: Companions, CNZM). Zij dragen een kleinood aan een lint om de hals.
- Officieren (Engels: Officers, ONZM). Zij dragen een gouden kleinood aan een lint op de borst.
- Leden (Engels: Members, MNZM). Zij dragen een zilveren kleinood aan een lint op de borst.

De Koning(in) van Nieuw-Zeeland is soeverein van de orde en wordt bijgestaan door een kanselier (de Gouverneur-generaal), een secretaris en een heraut.
Het motto van de orde is "For Merit" ("voor Verdienste") of (in het Maori) "Tohu Hiranga" wat "uitblinken" betekent.
Het kleinood van de Orde is een gouden wit geëmailleerd kruis met een centraal medaillon waarop binnen een groene ring het wapen van Nieuw-Zeeland is geschilderd. Boven de ring is de Britse kroon aangebracht. De ster is van goud of zilver en heeft geen stralen maar varenbladeren van de ponga of cyathea dealbata. Op de ster is het medaillon van de orde gelegd. Het lint is "kokowai" ofwel okerrood, de nationale kleur van Nieuw-Zeeland en een kleur met een bijzondere betekenis voor de Maori. Men draagt de onderscheiding op de linkerborst. De keten van de orde wordt alleen door de koning en de kanselier gedragen.